# 송 장공
송 장공(宋莊公, ? ~ 기원전 692년)은 중국 춘추 시대의 인물로, 제16대 송공이다. 성은 자(子), 휘는 빙(馮)이다.
14대 송공 송 목공의 아들로, 아버지가 죽은 후 종형 송 상공에게 군위를 잇게 하자 정나라로 망명했다.
송 상공 10년(기원전 710년), 화독이 공보가와 송 상공을 시해하자 화독에게 부름을 받아 송공으로 옹립되었다. 그해 개원했다.
장공 9년 혹은 10년(기원전 701년), 송나라 장공의 신하인 옹씨(雍氏)가 송나라와 정나라의 접경지대인 유(留) 땅을 살펴보러 간 정나라 재상 채중을 사로잡아 옹씨의 딸로서 정나라 장공에게 시집간 옹결(雍姞)이 낳은 돌(突, 훗날의 厲公)을 임금으로 세우라고 협박하였다. 이에 정나라 재상 채중이 정나라 소공을 쫓아내고 공자 돌(정 여공)을 정백으로 옹립하였다.

## 가계
- 송 선공
  - 송 상공
- 송 목공
  - 송 장공
    - 송 민공
    - 송 환공
    - 송자 유
    - 공자 성
    - 공자 조
    - 자중